# 15a cerimònia dels Premis César
La 15a cerimònia dels Premis César — també coneguts com Nuit des César — que premiava les pel·lícules estrenades el 1989, va tenir lloc el 4 de març de 1990 al Théâtre des Champs-Élysées.
Va ser presidida per Kirk Douglas i retransmesa a Antenne 2, presentada per Ève Ruggieri.
Trop belle per toi de Bertrand Blier va tenir 11 nominacions i en va guanyar cinc: millor pel·lícula, millor director, millor guió, millor actriu i millor muntatge. Per contra, La vida i res més de Bertrand Tavernier, de les onze nominacions només en va guanyar dos: millor actor i millor banda sonora. D'altra banda, el premi a la millor actriu secundària el va guanyar l'aleshores jove cantant Vanessa Paradis, que només tenia 18 anys.

## Presentadors i ponents
- Kirk Douglas, president de la cerimònia
- 13 mestres de cerimònia : Ève Ruggiéri, Jean Rochefort, Pierre Arditi, Ruggero Raimondi, Jean-Jacques Annaud, Philippe Noiret, Brigitte Fossey, Costa-Gavras, Michel Blanc, Nicole Garcia, Charlotte Rampling, Roger Hanin, Jean-Claude Brialy
- Michel Blanc, per la presentació del César a la millor actriu
- Carole Bouquet, Anthony Delon, per la presentació del César al millor actor revelació
- Jean Rochefort, per la presentació del al César al millor primer treball i al César al millor actor secundari
- Roger Hanin, per la presentació del César al millor actor
- Jean-Jacques Annaud, per la presentació del César a la millor pel·lícula estrangera
- Pierre Arditi, per la presentació del César a la millor actriu revelació

## Guanyadors i nominats
Els guanyadors s'indiquen en negreta.
| Millor pel·lícula - Trop belle per toi de Bertrand Blier - Monsieur Hire de Patrice Leconte - Nocturne indien de Alain Corneau - Un monde sans pitié d'Éric Rochant - La vida i res més de Bertrand Tavernier                                                       | Millor director - Bertrand Blier per Trop belle per toi - Bertrand Tavernier per La vida i res més - Patrice Leconte per Monsieur Hire - Alain Corneau per Nocturne indien - Miloš Forman per Valmont                                                   |
| Millor actor - Philippe Noiret per La vida i res més - Jean-Hugues Anglade per Nocturne indien - Michel Blanc per Monsieur Hire - Gérard Depardieu per Trop belle per toi - Hippolyte Girardot per Un monde sans pitié - Lambert Wilson per Hiver 54, l'abbé Pierre | Millor actriu - Carole Bouquet per Trop belle per toi - Sabine Azéma per La vida i res més - Josiane Balasko per Trop belle per toi - Emmanuelle Béart per Les Enfants du désordre - Sandrine Bonnaire per Monsieur Hire                                |
| Millor actor secundari - Robert Hirsch per Hiver 54, l'abbé Pierre - Jacques Bonnaffé per Baptême - François Cluzet per Força major - François Perrot per La vida i res més - Roland Blanche per Trop belle per toi                                                 | Millor actriu secundària - Suzanne Flon, per La Vouivre - Sabine Haudepin per Força major - Micheline Presle per Vull anar a casa - Ludmila Mikaël per Noce blanche - Clémentine Célarié per Nocturne indien                                            |
| Millor actor revelació - Yvan Attal per Un monde sans pitié - Jean-Yves Berteloot per Baptême - Thierry Fortineau per Comédie d'été - Melvil Poupaud per La Fille de 15 ans - Philippe Volter per Les Bois noirs                                                    | Millor actriu revelació - Vanessa Paradis per Noce blanche - Dominique Blanc per Jo sóc el senyor del castell - Isabelle Gélinas per Suivez cet avion - Mireille Perrier per Un monde sans pitié - Valérie Stroh per Baptême                            |
| Millor pel·lícula estrangera - Les amistats perilloses de Stephen Frears - Cinema Paradiso de Giuseppe Tornatore - Rain man de Barry Levinson - Sexe, mentides i cintes de vídeo de Steven Soderbergh - Dom za vešanje d'Emir Kusturica                             | Millor primera pel·lícula - Un monde sans pitié d'Éric Rochant - Peaux de vaches de Patricia Mazuy - La Salle de bain de John Lvoff - La Soule de Michel Sibra - Suivez cet avion de Patrice Ambard - Tolérance de Pierre-Henry Salfati                 |
| Millor guió original o adaptació - Bertrand Blier per Trop belle per toi - Jean Cosmos i Bertrand Tavernier per La vida i res més - Pierre Jolivet i Olivier Schatzky per Força major - Éric Rochant per Un monde sans pitié                                        | Millor cartell - Gilles Jouin, Guy Jouineau-Bourduge per Cinema Paradiso - Anahi Leclerc, Jean-Marie Leroy per Monsieur Hire - Dominique Bouchard per Noce blanche - Sylvain Mathieu per Trop belle per toi - Laurent Lufroy, Laurent Pétin per Valmont |
| Millor música - Oswald d'Andrea per La vida i res més - Michael Nyman per Monsieur Hire - Gérard Torikian per Un monde sans pitié | Millor fotografia - Yves Angelo per Nocturne indien - Bruno de Keyzer per La vida i res més - Philippe Rousselot per Trop belle per toi |
| Millor decorat - Pierre Guffroy per Valmont - Michèle Abbé-Vannier per Bunker Palace Hôtel - Théobald Meurisse per Trop belle per toi | Millor muntatge - Claudine Merlin per Trop belle per toi - Joëlle Hache per Monsieur Hire - Armand Psenny per La vida i res més |
| Millor so - Pierre Lenoir i Dominique Hennequin per Monsieur Hire - Pierre Gamet, Claude Villand per Bunker Palace Hôtel - Michel Desrois, William Flageollet, Gérard Lamps per La vida i res més                                                                   | Millor vestuari - Theodor Pištěk per Valmont - Catherine Leterrier per La Révolution française - Jacqueline Moreau per La vida i res més |
| Millor curtmetratge d'animació - Le Porte-plume de Marie-Christine Perrodin - Sculpture, sculptures de Jean-Loup Felicioli | Millor curtmetratge de ficció - Lune froide de Patrick Bouchitey - Ce qui me meut de Cédric Klapisch - Vol nuptial de Dominique Crèvecœur |
| Millor curtmetratge documental - Chanson per un marin de Bernard Aubouy - Le Faucon de Notre-Dame de Claude-Christine Farny | César d'honor - Gérard Philipe a títol pòstum, recollit per la seva filla Anne-Marie Philipe |